# Мирослав Кенанов
Мирослав Кенанов е български състезател по биатлон, участник на зимните олимпийски игри във Ванкувър през 2010 г. и в Сочи през 2014 г.
Кенанов е роден на 20 април 1988 г. в Самоков и започва кариерата си на биатлонист през 2000 г.  От 2006 до 2009 г. участва в международни състезания за младежи. Дебютира за Световната купа по биатлон през сезон 2009/10. Участва на световните първенства през 2011, 2012 и 2013 година. Най-доброто му индивидуално класиране на световните първенства е 61-во място в спринта старт в Руполдинг през 2012 г. Участва в спринта и щафетата на Олимпиадата във Ванкувър през 2010 г., както и в индивидуалния старт на Олимпиадата в Сочи през 2014 г. 